# Laccodytes
Laccodytes is een geslacht van kevers uit de familie  waterroofkevers (Dytiscidae).
Het geslacht is voor het eerst wetenschappelijk beschreven in 1895 door Régimbart.

## Soorten
Het geslacht omvat de volgende soorten:
- Laccodytes americanus Peschet, 1919
- Laccodytes apalodes Guignot, 1955
- Laccodytes olibroides Régimbart, 1895
- Laccodytes phalacroides Régimbart, 1895
- Laccodytes pumilio (LeConte, 1878)